# Lolita (Texas)
Lolita é uma Região censo-designada localizada no estado norte-americano do Texas, no Condado de Jackson.

## Demografia
Segundo o censo norte-americano de 2000, a sua população era de 548 habitantes.

## Geografia
De acordo com o United States Census Bureau tem uma área de
6,7 km², dos quais 6,7 km² cobertos por terra e 0,0 km² cobertos por água. Lolita localiza-se a aproximadamente 12 m acima do nível do mar.

## Localidades na vizinhança
O diagrama seguinte representa as localidades num raio de 24 km ao redor de Lolita.